# Garfield (Kolorado)
Garfield – jednostka osadnicza w Stanach Zjednoczonych, w stanie Kolorado, w hrabstwie Chaffee.